# Der Orden (Tschechow)

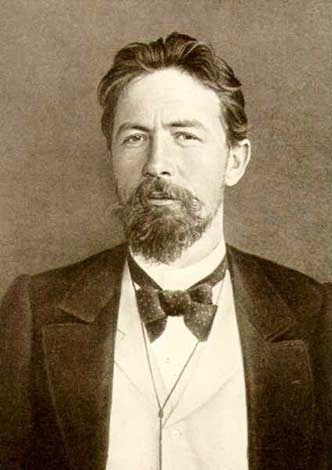
Anton Tschechow

Der Orden (russisch Орден,  Orden) ist eine Kurzgeschichte des russischen Schriftstellers Anton Tschechow, die am 14. Januar 1884 in der Zeitschrift Oskolki erschien. Der Text wurde zu Lebzeiten Tschechows ins Bulgarische, Deutsche, Finnische, Polnische, Serbokroatische, Tschechische und Ungarische übersetzt.

## Inhalt
Der junge Gymnasiallehrer Lew Nikolajitsch Pustjakow will auf dem Neujahrsempfang des Kaufmanns Spitschkin dessen Töchter Nastja und Sina mit dem Stanislausorden beeindrucken. Diese Dekoration borgt er sich bei einem befreundeten Leutnant und näht sie sicherheitshalber fest ans Jackett.
Der ordengeschmückte Pustjakow kommt ein wenig zu spät. Man ist bereits über der Suppe. Der Gast wird vom Hausherrn Spitschkin jovial empfangen.
Pustjakow nimmt Platz und registriert, direkt ihm gegenüber – an der Seite der reizenden Sina – sitzt einer seiner Kollegen, der Französischlehrer Juli Augustowitsch Tremblant. Pustjakow kann trotz Appetits nicht von dem gerade servierten Teller duftender Suppe löffeln, weil er mit der rechten Hand seine Mogelei, den widerrechtlich angehefteten Orden, vor Tremblant bedecken muss. Mit der linken Handfläche kann er den Orden nicht verbergen. Das sähe zu dumm aus. Linkshändig löffeln verbietet die Etikette. Tremblant schaut verwirrt drein und isst auch nicht.
Pustjakow, mittlerweile vom Hunger geplagt, wünscht das Ende des fünften Gangs herbei. Er will im Wirtshaus essen. Dann, als ein Trinkspruch ausgebracht werden soll, passiert es. Pustjakow wird von einem Herrn in der Tischnachbarschaft gebeten, der schönen Nastja das Glas zu reichen. Versehentlich benutzt der stets höfliche Pustjakow dazu die rechte Hand. Sein Gegenüber, der Französischlehrer Tremblant, begeht gleich darauf denselben Fehler. Erleichtert genießen beide dekorierten Lehrer den restlichen Neujahrstag. Auch der Franzose hatte geschummelt; allerdings mit einem Annenorden.

## Verwendete Ausgabe
- Gerhard Dick (Hrsg.), Wolf Düwel (Hrsg.): Anton Tschechow: Gesammelte Werke in Einzelbänden: Der Orden. S. 160–163 in: Gerhard Dick (Hrsg.): Anton Tschechow: Vom Regen in die Traufe. Kurzgeschichten. Aus dem Russischen übersetzt von Ada Knipper und Gerhard Dick. Mit einem Vorwort von Wolf Düwel. 630 Seiten. Rütten & Loening, Berlin 1964 (1. Aufl.)[2]